# Eusebio Valdez
Eusebio Valdez es un deportista mexicano que compitió en atletismo adaptado. Ganó diez medallas en los Juegos Paralímpicos de Verano entre los años 1976 y 1984.

## Palmarés internacional
| Juegos Paralímpicos | Juegos Paralímpicos                              | Juegos Paralímpicos | Juegos Paralímpicos |
| Año                 | Lugar                                            | Medalla             | Prueba              |
| ------------------- | ------------------------------------------------ | ------------------- | ------------------- |
| 1976                | Toronto (Canadá)                                 | Medalla de oro      | 200 m 2             |
| 1976                | Toronto (Canadá)                                 | Medalla de oro      | 400 m 2             |
| 1976                | Toronto (Canadá)                                 | Medalla de oro      | Eslalon 2           |
| 1976                | Toronto (Canadá)                                 | Medalla de plata    | 100 m 2             |
| 1976                | Toronto (Canadá)                                 | Medalla de bronce   | 4 × 60 m 2-5        |
| 1980                | Arnhem (Países Bajos)                            | Medalla de oro      | 100 m 2             |
| 1980                | Arnhem (Países Bajos)                            | Medalla de oro      | 200 m 2             |
| 1980                | Arnhem (Países Bajos)                            | Medalla de oro      | 400 m 2             |
| 1980                | Arnhem (Países Bajos)                            | Medalla de plata    | 4 × 100 m 2-5       |
| 1984                | Nueva York (EE. UU.) Stoke Mandeville (R. Unido) | Medalla de oro      | 100 m 2             |